# Hirtomurex squamosus
Hirtomurex squamosus is een slakkensoort uit de familie van de Muricidae. De wetenschappelijke naam van de soort is voor het eerst geldig gepubliceerd in 1838 door Bivona Ant. in Bivona And..